# Patrick Thaler
Patrick Thaler, född 23 mars 1978 i Bolzano, är en italiensk före detta alpin skidåkare som specialiserade sig på slalom. Han deltog i Olympiska vinterspelen 2006, 2010 och 2014 men har dock inget resultat i något av spelen då kan körde ur i alla tre slalomtävlingarna. Hans bästa mästerskapsresultat är en sjundeplats i VM 2009.
Thaler, som debuterade i världscupen i mars år 1997, nådde sina största framgångar vid relativt hög ålder (säsongerna 2014 och 2016). Han är en av de äldsta slalomåkarna som nått världscupsplaceringar inom topp-3 (som 35-åring säsongen 2014) samt den äldsta som nått placeringar inom topp-10 (som 38-åring säsongen 2017). Totalt har han tre topp-3-placeringar och ytterligare 25 placeringar inom topp 10. Thaler avslutade sin karriär den 23 januari 2018 efter att ha tävlat rekordmånga säsonger (22; 1997–2018) i världscupen.